# Xerovounos
Xerovounos (griego: Ξερόβουνος, turco: Yukarı Yeşilırmak) era un pueblo de la isla de Chipre, situado en el distrito de Nicosia, en la vertiente norte de las montañas de Troodos. Desde 1974, está considerado parte de Limnitis/Yeşilırmak y fue rebautizado Yukarı Yeşilırmak. En 2006, Limnitis/Yeşilırmak contaba con 410 habitantes.